# Heaven and Hell (groupe)
Pour les articles homonymes, voir Heaven and Hell.
Heaven and Hell est un groupe de heavy metal britannico-américain issu de la réunion de quatre anciens membres de Black Sabbath, en 2006. Il s'agit de la même équipe que celle qui constitue Black Sabbath en 1979-1982 et 1990-1992 : Ronnie James Dio au chant, Tony Iommi à la guitare, Geezer Butler à la basse et Vinny Appice à la batterie. Le groupe se dissout après la mort de Dio le 16 mai 2010 des suites d'un cancer de l'estomac. L'année suivante, Iommi et Buttler reforment Black Sabbath avec ses deux autres membres originaux, Ozzy Osbourne et Bill Ward.

## Biographie

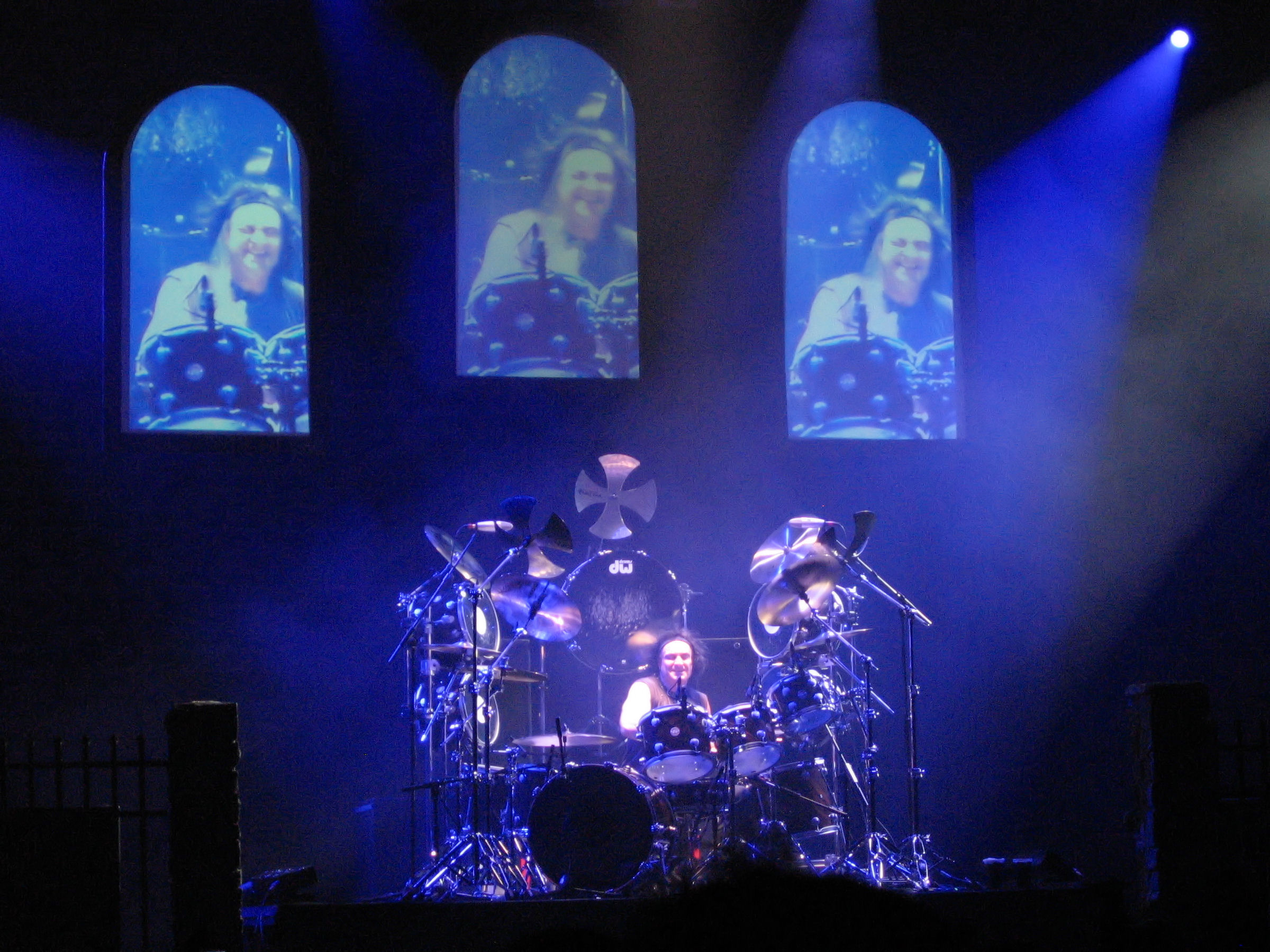
Vinny Appice lors d'un concert d'Heaven and Hell donné en Pologne, en 2007.

Heaven and Hell est formé en 2006 par les membres du groupe Black Sabbath tel qu'il se présentait au moment de sa séparation en 1992. Il n'est au départ qu'un prétexte à une tournée internationale visant à promouvoir la sortie d'une compilation intitulée Black Sabbath : The Dio Years, sur laquelle figurent en guise de bonus trois titres coécrits par Tony Iommi et Ronnie James Dio spécialement pour l'occasion. Finalement, le succès rencontré est tel que les quatre membres, encouragés par leur cohésion, décident d'en faire une expérience illimitée dans le temps. Heaven and Hell publie ensuite un double CD/DVD live tiré de cette première tournée et un album studio, The Devil You Know, sorti le 28 avril 2009.

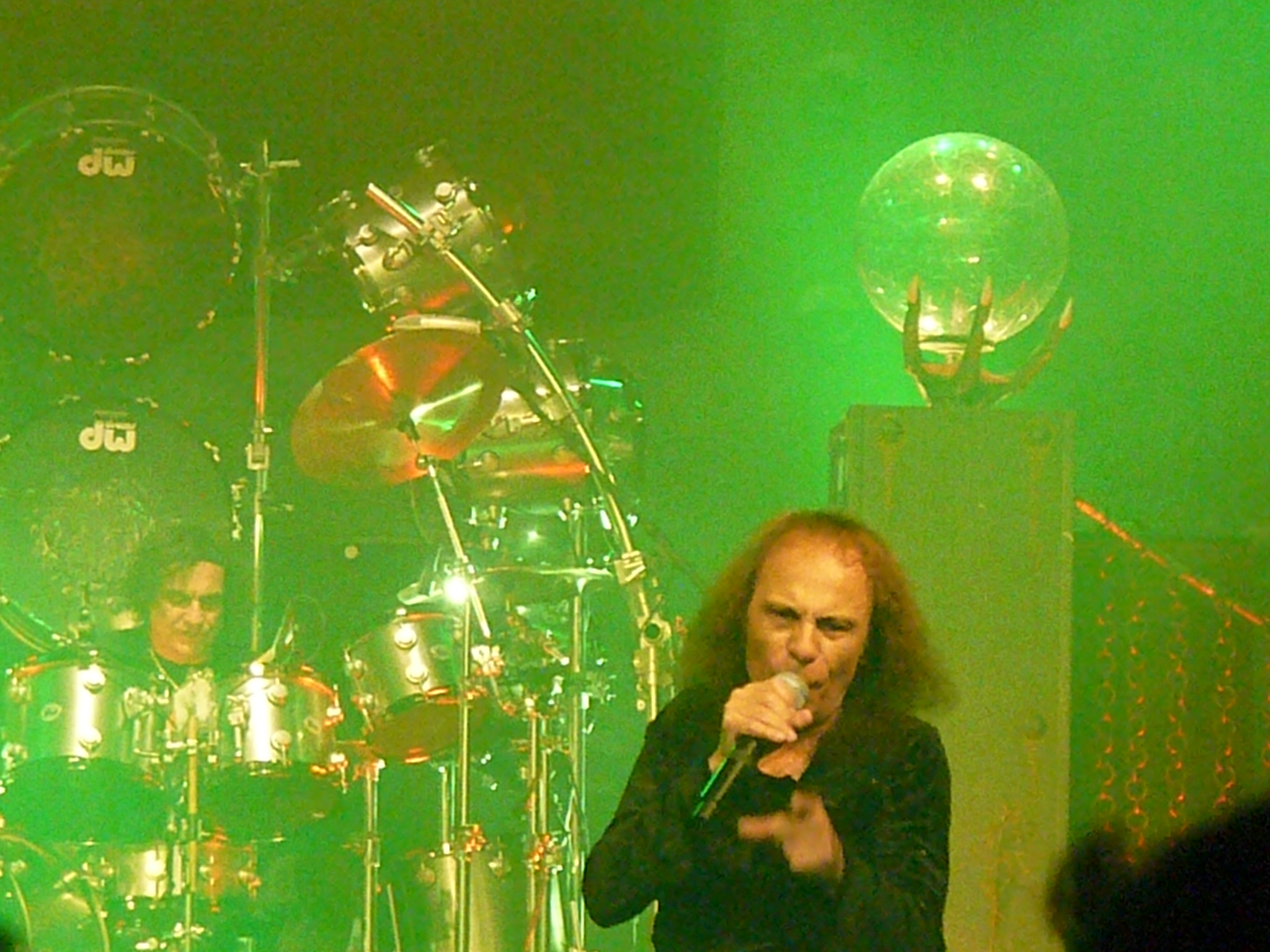
Ronnie James Dio et Vinnie Appice lors du concert d'Heaven and Hell le 23 juin 2009 au casino de Paris.

Le nom de cette formation vient du premier album signé par Black Sabbath avec Dio au chant, en 1980. Lorsqu'on lui pose la question, Tony Iommi, détenteur des droits sur Black Sabbath, explique avoir choisi le nom Heaven and Hell pour mieux se consacrer en concert sur le répertoire enregistré avec Ronnie James Dio sans se sentir obligé de rejouer les vieux titres de la période Ozzy Osbourne. Le nom est immédiatement reconnaissable par les fans puisqu'il renvoie au succès rencontré par l'album éponyme en 1980 et à celui que rencontre encore aujourd'hui la chanson-titre à chaque fois qu'elle est jouée en public.
Au décès de Ronnie James Dio, Heaven and Hell envisageait de se lancer dans une nouvelle tournée internationale, ainsi que dans l'enregistrement d'un second album. Son décès mettra de facto un terme à l'existence du groupe, Tony Iommi affirmant que personne ne pourrait jamais le remplacer. Un ultime concert/hommage à Dio se déroule le 24 juillet 2010 au High Voltage Festival, en Grande-Bretagne, avec Tony Iommi, Geezer Butler et Vinny Appice accompagnés de Glenn Hughes et de Jørn Lande au chant. Les membres du groupe confirment tous que cette performance, dont les bénéfices sont reversés au Fonds de lutte contre le cancer fondé par la veuve de Dio, Wendy, est leur dernière sous le nom Heaven and Hell. Un CD/DVD live du groupe, Neon Knights (enregistré au Wacken Open Air 2009, dernier concert du groupe à avoir été enregistré), parait le 16 novembre 2010 en hommage à Dio.

## Membres
- Ronnie James Dio (†) : chant , mort le 16 mai 2010[2].
- Tony Iommi : guitare.
- Geezer Butler : basse.
- Vinny Appice : batterie.

### Membres additionnels
- Scott Warren : claviers (concerts).
- Mike Exeter : claviers (studio).

### Invités
- Glenn Hughes : chant (concerts).
- Jørn Lande : chant (concerts).

## Discographie

### Heaven and Hell
- 2007 : Heaven and Hell: Live at Radio City Music Hall (live 2 CD).
- 2009 : The Devil You Know.
- 2010 : Neon Nights: Live In Europe (live).

### Black Sabbath
Black Sabbath avec la même formation que Heaven and Hell.
- 1980 : Heaven and Hell (avec Bill Ward à la batterie).
- 1981 : Mob Rules.
- 1982 : Live Evil (double album live comprenant des chansons du Black Sabbath de l'ère Osbourne interprétées par Dio).
- 1992 : Dehumanizer.
- 2007 : The Dio Years (compilation + trois nouveaux titres studio).
- 2007 : Live at Hammersmith Odeon (édition officielle d'un enregistrement datant de 1981 / limité à 5000 exemplaires)[3].
- 2008 : The Rules of Hell (boîtier 5 CD regroupant Heaven and Hell, Mob Rules, Live Evil et Dehumanizer).

## Vidéographie
- 2007 : Live From Radio City Music Hall (DVD live).
- 2010 : Neon Nights: Live In Europe (DVD live).